# غراهام غريفيثز
غراهام غريفيثز (بالإنجليزية: Graham Griffiths) (5 نوفمبر 1944 بنيوزيلندا - ) هو لاعب كرة قدم نيوزلندي في مركز الدفاع. شارك مع منتخب نيوزيلندا لكرة القدم. أما مع النوادي، فقد لعب مع Christchurch Technical ‏ وكرايستشرش يونايتد.

## وصلات خارجية
- غراهام غريفيثز على موقع الاتحاد الدولي (مؤرشف)  (الإنجليزية)